# Atriplex
Atriplex là chi thực vật có hoa trong họ Amaranthaceae.

## Hình ảnh

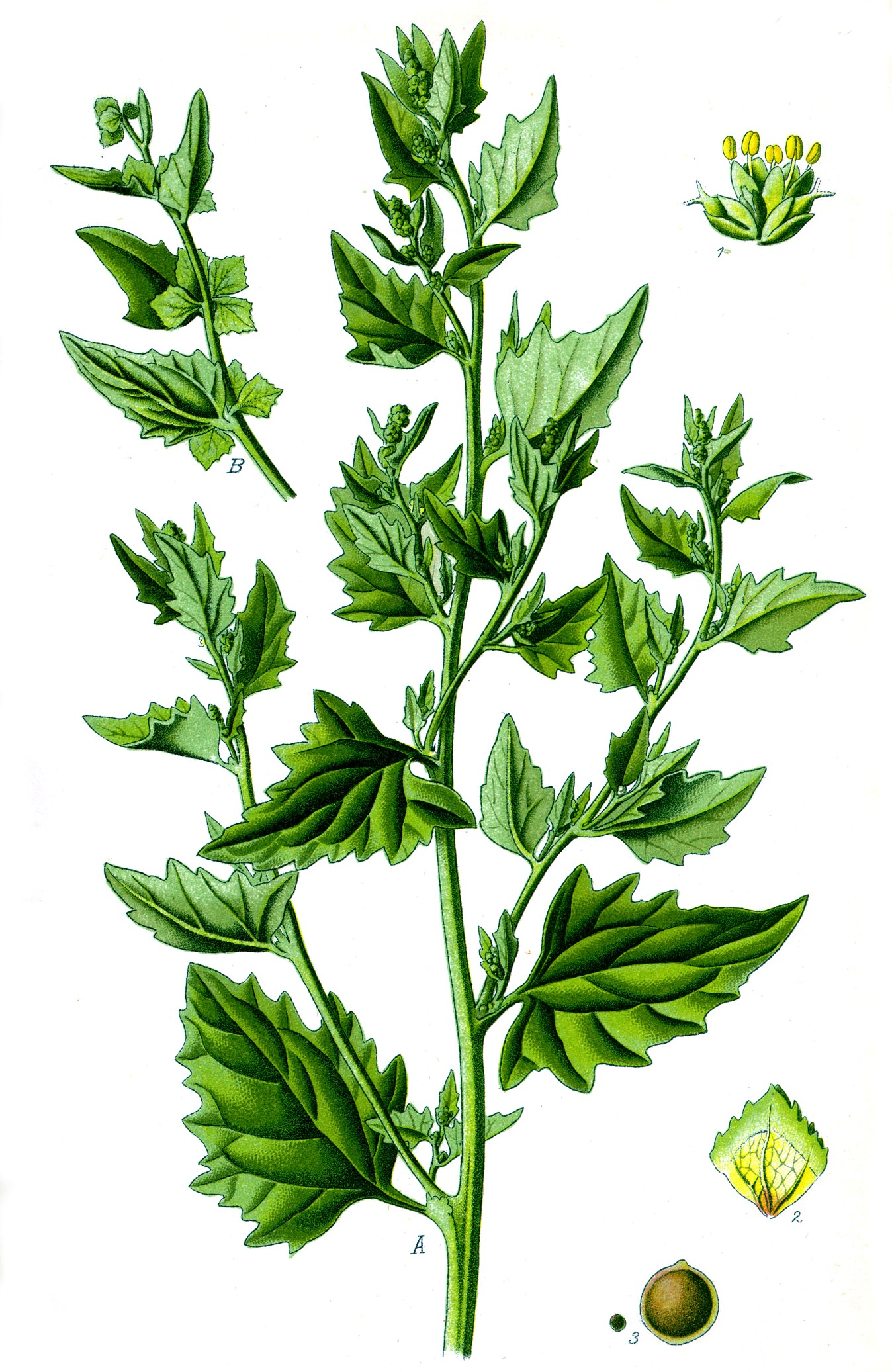
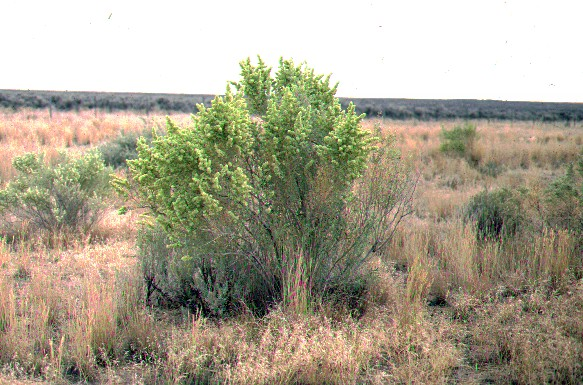
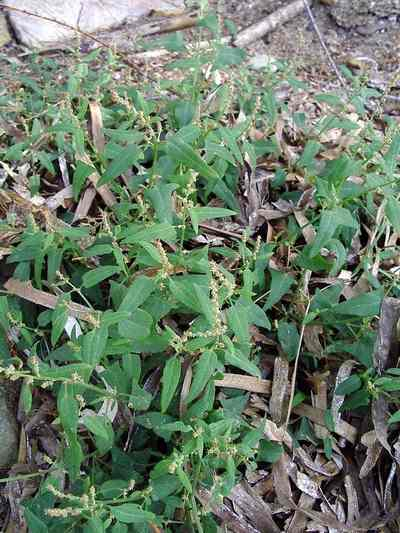
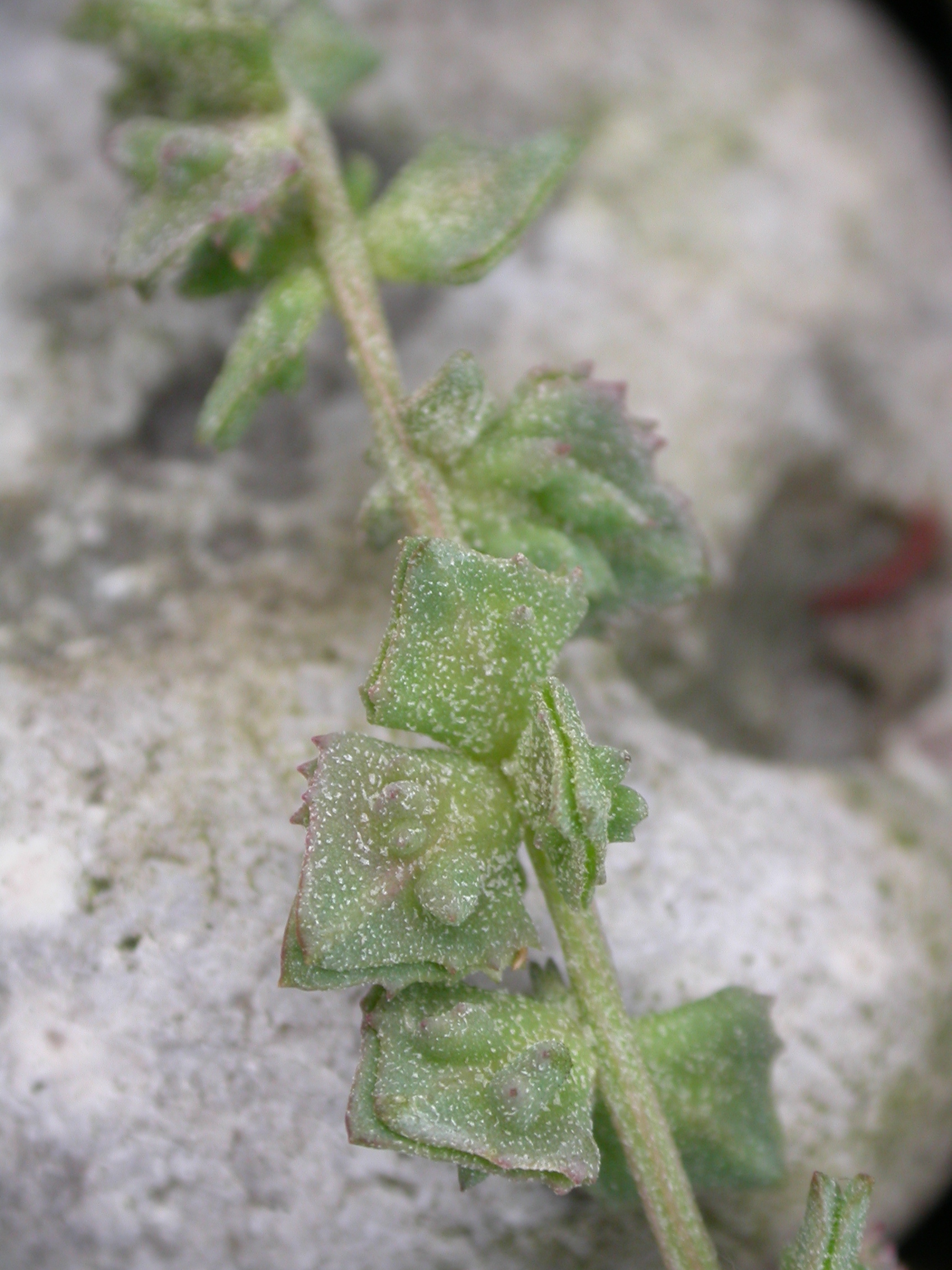